# A Little Snow Fairy Sugar
«Крошечная снежная фея Сахарок» (яп. ちっちゃな雪使いシュガ Титяна юкицукай Сюга) — 24-серийный аниме-сериал в жанре махо-сёдзё студии J.C.Staff, рассказывающий историю дружбы маленькой девочки и горной феи, которую может видеть только девочка.
Впервые аниме транслировалось с 2 октября 2001 по 26 марта 2002 года на телеканале TBS. Впоследствии аниме было адаптировано в виде манги, проиллюстрированной Ботаном Ханаясики и состоящей из 3 томов. Также были выпущены 2 серии OVA.
Аниме входит в топ сайта Anihabara, занимая на ноябрь 2001 года второе место, а в апреле и феврале 2002 года первые.

## Сюжет
История развивается вокруг 11-летней девочки Саги Бергман из маленького немецкого городка Мюхельберга. Сага живёт с бабушкой Региной и работает в кафе в свободное от школы время. Из-за такого образа жизни Сага планирует свою расписание до минуты.
Однажды Сага находит крошечную голодную фею. Она предлагает ей вафлю и фея приходит в себя. Сага узнаёт, что это фея погоды по имени Сахарок. Сахарок объясняет, что феи погоды могут изменять погоду и меняют времена года, играя на волшебных музыкальных инструментах. Однако только Сага может видеть фей погоды. Сахарок остаётся жить у Саги, которая считает своим долгом заботится о маленькой беззащитной фее. Жизнь Саги выходит из строя. Её подруги Норма и Энн считают что она сходит с ума, а её учительница, мисс Анна, обеспокоена тем, что её лучшая ученица странно себя ведёт…

## Персонажи
Сага Бергман — Возраст: 11 лет. Сага — главная героиня этого сериала. Её мать умерла в результате несчастного случая, так что она живёт со своей бабушкой. Сага немного одержима планированием своего времени, и огорчается, когда опаздывает. Она очень добрая и очень взрослая для своего возраста. Сага работает в кафе и регулярно заходит в местный музыкальный магазин, чтобы поиграть на рояле своей матери.
Сэйю: Масуми Асано
Сахарок — Возраст: около 9 лет. Она начинающая снежная фея, и стремится стать лучшей. Она приходит в мир людей для заключительной части своей подготовки, которая требует найти так называемые «Мерцания». Сахарок действует так же, как малыш с неуклюжим характером. Она любит целоваться, она любит, когда счастливы. После первого Сага кормит вафельные, она начинает любить удовольствия, хотя она произносит своё имя как «waffo». В манге адаптации, она была знакома со словом перед едой один.
Сэйю: Томоко Каваками
Перчик — Возраст: около 9 лет. Начинающая ветряная фея и одна из подруг Сахарка, которая также приходит в мир людей, чтобы найти «Мерцания». Она живёт в доме ветеринара, у которого есть новорождённый ребёнок, о котором она пытается заботиться и которому играет колыбельные на арфе. Спокойная, нежная, и вежливая, она скромна о своих способностях и умеет разговаривать с животными.
Сэйю: Каори Мидзухаси
Соль — Возраст: около 9 лет. Он фея мальчик и дружит с Сахарком, с которой приходит в мир людей, чтобы найти «Мерцания». Соль сначала хотел стать солнечной феей, как его отец, но после встречи с Куркума, он решает, что хочет стать облачной феей.
Сэйю: Томо Саэки
Корица — мальчик фея льда и града, который является лучшим другом Базилика. Он любит шалить с людьми, которые не могут его видеть.
Сэйю: Акико Хирамацу
Базилик — Мальчик фея грома и молнии или буревая фея. Его инструментом является барабан.
Сэйю: Юмико Кобаяси

## Примечание
1. ↑  Sentai Filmworks Adds Clannad After Story, Ghost Hound, He Is My Master. Anime News Network (28 июля 2009). Дата обращения: 28 июля 2009. Архивировано 30 июля 2009 года.
2. ↑  Top Anime in Japan (англ.). Anime News Network. Дата обращения: 31 мая 2020. Архивировано 3 ноября 2020 года.
3. ↑  Top Anime in Japan (англ.). Anime News Network. Дата обращения: 31 мая 2020. Архивировано 6 ноября 2020 года.